# Dune: Bătălia Corrinului
Dune: Bătălia Corrinului (2004) (titlu original Dune: The Battle of Corrin) este un roman science fiction scris de Brian Herbert și Kevin J. Anderson, a cărui acțiune se petrece în  universul Dune creat de  Frank Herbert. Este a treia carte din Legendele Dunei, care are loc cu 10.000 de ani înaintea evenimentelor din celebra carte Dune. Seria povestește despre Jihadul butlerian, un război ficțional pe care ultimii oameni liberi din univers îl poartă împotriva mașinilor gânditoare, o forță violentă și autoritară condusă de hipermintea Omnius. 
Acțiunea romanului se petrece la un secol după începutul Jihadului butlerian, fiind divizată în două părți: prima începe în anul 108 Î.G. (Înaintea Ghildei) și descrie războiul biologic pornit de mașinile gânditoare împotriva oamenilor, iar a doua începe în anul 88 Î.G. și acoperă evenimentele de după Marea Purificare, care conduc la Bătălia Corrinului. La sfârșitul seriei "Legendele Dunei", câteva acțiuni începute în precedentele două romane conduc la climatul social și politic cunoscut din seria originală Dune a lui Frank Herbert.

## Intriga
Hipermintea Omnius își continuă planurile de eradicare a oamenilor din univers. La sugestia trădătorului Yorek Thurr, prizonierul tleilaxu Rekur Van și robotul independent Erasmus realizează un retrovirus ARN. Omnius lansează capsule conținând acest virus pe planetele locuite de oameni. Cu o rată de mortalitate directă de 43%, virusul afectează puternic Liga Nobililor, lăsând-o vulnerabilă în fața atacurilor. 
Consumul de melanj se dovedește a întări imunitatea la retrovirus și, în același timp, oprește boala în cazul unora dintre cei deja infectați. Neștiind că atacul virusului a fost oprit, Omnius pregătește a doua fază a operațiunii. Adunând grosul armatelor staționate pe diferitele planete sincronizate, hipermintea lansează o flotă masivă către capitala Ligii, Salusa Secundus. Aflând despre iminenta distrugere care se îndreaptă către omenire, Vorian Atreides concepe un plan de a lansa bombe atomice pe lumile sincronizate rămase acum fără apărare, distrugând întreg universul condus de Omnius. Dar acest plan necesită folosirea tehnologiei încă nesigure de pliere a spațiului, pentru a purta atacul înainte ca mașinile să aibă timp să recheme flota plecată către Salusa. Marea Purificare este încununată de succes, distrugând toate planetele lui Omnius în afara uneia, dar cu costul vieților oamenilor captivi pe lumile sincronizate. De fiecare dacă când armatele omenirii pliază spațiul pentru a ajunge la o nouă destinație se pierde 10% din efectiv, datorită nesiguranței principiului călătoriei, ceea ce duce la sacrificarea a miliarde de vieți. Oamenii nu reușesc să distrugă hipermintea Omnius de pe prima lume sincronizată, Corrin, deoarece cogitorul Vidad o avertizează despre contraatacul omenirii. Flota mașinilor este rechemată în jurul planetei, rămânând să o protejeze, înconjurată de armata omenirii și incapabilă să evadeze fără distrugerea creierelor din gelcircuite. În ciuda acestui fapt, Jihadul se declară încheiat, Marea Purificare terminându-se cu o remiză în jurul planetei Corrin. Această situație va continua timp de 20 de ani, mașinile fiind incapabile să scape, iar oamenii nefiind doritori să pornească o bătălie decisivă.
Tot la sugestia lui Thurr, Omnius trimite mașini cu creiere primitive, care pot trece de rețeaua pusă de oameni în jurul Corrinului, să atace Salusa Secundus și Rossak. Aceste atacuri au efecte limitate, dar le reamintesc oamenilor de amenințarea mașinilor. După victoria asupra titanilor, Vorian Atreides convinge Liga să atace Corrinul. Înfruntând roboții care folosesc scuturi umane și incapabilă să utilizeze armele tactice principale din cauza trădării lui Abulurd Harkkonen, armata omenirii atacă planeta. Pentru aceasta, folosește arme atomice care să creeze breșe în apărarea roboților și trimite la sol mercenari de pe Ginaz care îl distrug pe Omnius, dar nu înainte ca acesta să trimită în spațiu un semnal radio neidentificat. Ca urmare a bătăliei Corrinului, viceregele Faykan Buttler își ia numele de Corrino, în amintirea evenimentului.

### Cultul Serenei
După ce și-a văzut părinții omorâți de Năpastă (retrovirusul trimis de Omnius) și după ce abia i-a supraviețuit ea însăși, Rayna Butler își începe cruciada personală împotriva mașinilor gânditoare. Pretinzând că a avut o viziune cu Serena Butler (posibil o halucinație dată de boală), Rayna începe să distrugă orice seamănă cu o mașină, inclusiv aparatele inofensive sau atât de necesarele echipamente medicale. În jurul ei se adună un grup care va fi cunoscut ca Martirii, grup ce îi venerează pe Cei Trei Martiri: Serena Butler, Manion cel Nevinovat și Iblis Ginjo.
Condus de Rayna, cultul Serenei va cauza mai multe distrugeri omenirii decât mașinile. În ciuda ipocriziei inerente a grupului (cum ar fi distrugerea unor tehnologii, dar folosirea navelor spațiale), moștenirea cultului se perpetuează. Prima poruncă a Bibliei Catolice Portocalii, "să nu-ți faci mașină după asemănarea minții omului" îi este atribuită Serenei Buttler. În continuare, grupul este responsabil pentru legile restrictive care cer distrugerea oricărei mașini sub amenințarea pedepsei cu moartea (sau tortura).

### Distrugerea titanilor
În timpul status-quo-ului de 20 de ani dintre oameni și mașini, cei trei supraviețuitori titani, Agamemnon, Juno și Dante, se luptă pentru reconstruirea imperiului cymec. Quentin Butler (tatăl lui Faykan și Abulurd Harkonnen) este capturat de cymeci în timp ce survola Wallach IX, în căutare de oameni care să fi supraviețuit Marii Purificări. Dus în fortăreața Hessra, este torturat și transformat el însuși în cymec. Aflând acest lucru, Vorian Atreides se retrage din armata omenirii și pleacă pe Hessra, recâștigând încrederea tatălui său, Agamemnon. Lovitura finală dată de Vorian și Quentin aduce distrugerea titanilor și a slujitorilor lor neo-cymeci, cu prețul vieții lui Quentin.

## Moștenirea

### Dușmănia dintre atreizi și harkonneni
De-a lungul romanului este atent urmărită relația dintre Abulurd Butler și mentorul căruia îi este loial, Vorian Atreides. Vorian îi dezvăluie lui Abulurd adevărul din spatele morții lui Xavier Harkonnen, anume că nu el a trădat omenirea, ci Iblis Ginjo. Abulurd decide să revină la vechiul nume al familiei, Harkonnen, deși acesta e detestat de majoritatea celor din Ligă. Deși acest gest va aduce numeroase șicane în cariera lui Abulurd, Vorian îl va ajuta să ajungă segundo în Armata Jihadului și, ulterior, bashar în Armata Umanității. Împreună, ei jură să câștige războiul împotriva mașinilor gânditoare și, odată îndeplinită această misiune, să reabiliteze amintirea lui Xavier Harkonnen.
Relația lor va cunoaște o cotitură dramatică în timpul Bătăliei Corrinului, în momentul în care armata e pusă în fața scutului uman. Erasmus a aranjat ca un cargou conținând două milioane de sclavi umani să fie plasat în spațiu și să explodeze în cazul că flota umană avansează. Vorian crede că acest sacrificiu uman este o pierdere necesară, în timp ce Abulurd este de altă părere. Disputa lor se termină cu eliberarea de la comandă a lui Abulurd și consemnarea lui în cabină. Într-o ultimă încercare de a salva sclavii, Abulurd dezactivează armele întregii flote, făcând atacul Corrinului mai dificil și mai periculos și ducând la mult mai multe victime. Fără știrea celor doi, robotul Erasmus dezactivase programarea scutului uman, gest care îl pune pe Abulurd într-o postură și mai nefavorabilă. În urma victoriei, Abulurd este concediat din armată și făcut laș de către Vorian (așa cum bunicul său, Xavier, fusese făcut trădător) și izgonit din Ligă. Vorian refuză să mai reabiliteze numele familiei și declară că, din acel moment, orice Atreides va scuipa pe numele de Harkonnen. După exilarea lui Abulurd pe Lankeveil, copiii lui află povești despre modul în care le-a fost furat rangul de nobili. După moartea lui Abulurd, fiii săi pretind că Vorian Atreides a orchestrat moartea lui, pentru a distruge neamul Harkonnen. Credința aceasta trece din generație în generație și, când Casa Harkonnen revine în imperiu, acuzațiile împotriva Casei Atreides ajung să fie acceptate ca atare. Astfel a luat naștere dușmănia dintre Casa Atreides și Casa Harkonnen.

### Bene Gesserit
Magicienele de pe Rossak fac ultimii pași către transformarea în Comunitatea Surorilor Bene Gesserit, când o tulpină modificată a retrovirusul trimis de mașini izbucnește pe planetă, la ani de zile după terminarea Marii Purificări. Doctorii Raquella Berto-Anirul (nepoata lui Vorian Atreides) și Mohandas Suk sosesc pe Rossak pentru a încerca să ajute la oprirea bolii. După ce ajunge să fie ea însăși infectată, Raquella își revine în mod miraculos cu ajutorul unei substanțe găsită pe planetă. Paranoică și temătoare că doctorița i-ar putea uzurpa puterea, conducătoarea magicienelor, Ticia Cenva, o otrăvește pe Raquella. În loc ca drogul să o ucidă, acesta trezește memoriile străbunelor în mintea ei, ajutând-o să transforme otrava într-o substanță inofensivă, acesta fiind primul pas în ceea ce va deveni, ulterior, agonia mirodeniei. Ticia se sinucide și Raquella devine prima Cucernică Maică Bene Gesserit. După terminarea Jihadului butlerian, Raquella preia conducerea magicienelor de pe Rossak și a programului lor genetic, fondând școala Bene Gesserit.

### Școala Suk
După rezolvarea problemei de pe Rossak, Mohandas Suk își propune să înființeze "o școală așa cum nu s-a mai văzut în Ligă". Aceasta va deveni, ulterior, Școala Suk.

### Ghilda
Hotărâtă să găsească rezolvarea la problema plierii spațiului, Norma Cenva va experimenta izolarea într-o încăpere plină cu gaz de mirodenie. După ce trece prin mutații oribile, ea descoperă că e capabilă să călăuzească nava prin spațiul pliat. Sfârșitul cărții îi prezintă pe Norma și pe fiul ei antrenând generația viitoare de navigatori. VenKee Enterprises continuă să păstreze monopolul asupra plierii spațiului, întărindu-și puterea și devenind, ulterior, Ghilda Spațială.

### Mentații
Erasmus își continuă experimentul asupra protejatului Gilbertus Albans, pe care îl va numi mentatul său. După trecerea a șaptesprezece ani a devenit evident că robotul independent își iubește "fiul", deși nu are probleme în a brutaliza alți oameni. Când Gilbertus se strecoară pe cargoul cu sclavi umani pus pe orbita Corrinului, Erasmus dezactivează dispozitivul de distrugere pentru a-l salva, deși asta va condamna întregul imperiu al mașinilor. Înțelegând că hrethgirii (oamenii) vor conduce universul, el îi sugerează lui Gilbertus să îi învețe pe alți oameni să “gândească eficient”. Erasmus pare a supraviețui bătăliei, deoarece Gilbertus îi ia unitatea de memorie.

### Fremenii
Pe Arrakis sosesc mulți prospectori în timpul goanei după mirodenia necesară luptei împotriva epidemiei retrovirusului. Romanul urmărește lupta dintre Ishmael, care dorește respectarea tradiției zensunnite stricte și fiul său vitreg El’hiim, care vrea să profite de pe urma celor veniți din alte lumi. Incapabil să îl convingă pe El’hiim, Ishmael îl provoacă la un duel al viermilor, pe care îl pierde. Deși învins, el va fi urmat de mulți zensunniți în călătoria sa în adâncul deșertului, ca oameni liberi ai Arrakisului.